# Auguste-Perret-Preis
Der Auguste-Perret-Preis ist ein internationaler Architekturpreis, der von der Union Internationale des Architectes (UIA) verliehen wird. Er ist nach dem Ehrenpräsidenten der UIA und bedeutenden französischen Architekten des 20. Jahrhunderts Auguste Perret benannt. Der Preis wird seit 1961 in der Regel alle drei Jahre vergeben und belohnt ein Gesamtwerk, das sich durch technische Spitzenleistung auszeichnet.
| Jahr | Land                     | Architekt                                          | Bauwerk                                            | Ort      | Fotografie |
| ---- | ------------------------ | -------------------------------------------------- | -------------------------------------------------- | -------- | ---------- |
| 1961 | Spanien/Mexiko           | Félix Candela                                      |                                                    |          |            |
| 1963 | Japan und Frankreich     | Kunio Maekawa und Jean Prouvé                      |                                                    |          |            |
| 1965 | Deutschland und Finnland | Hans Scharoun und Kaija und Heikki Sirén           |                                                    |          |            |
| 1967 | Deutschland              | Frei Otto und Rolf Gutbrod                         | Deutscher Pavillon auf der Weltausstellung Expo 67 | Montreal |            |
| 1969 | Tschechoslowakei         | Karel Hubáček                                      | Fernsehturm Ještěd                                 | Liberec  |            |
| 1972 | Spanien                  | Emilio Pérez Piñero                                |                                                    |          |            |
| 1975 | Kanada                   | Arthur Erickson                                    |                                                    |          |            |
| 1978 | Japan, Italien und UK    | Kiyonori Kikutake und Renzo Piano & Richard Rogers |                                                    |          |            |
| 1981 | Deutschland              | Günter Behnisch                                    | Olympiapark München                                | München  |            |
| 1984 | Brasilien                | João Vilanova Artigas                              |                                                    |          |            |
| 1987 | Spanien/Schweiz          | Santiago Calatrava                                 |                                                    |          |            |
| 1990 | Frankreich               | Adrien Fainsilber                                  |                                                    |          |            |
| 1993 | Dänemark                 | KHR AS Arkitekter                                  |                                                    |          |            |
| 1996 | Deutschland              | Thomas Herzog                                      |                                                    |          |            |
| 1999 | Malaysia                 | Ken Yeang                                          |                                                    |          |            |
| 2002 | UK                       | Norman Foster                                      |                                                    |          |            |
| 2005 | Deutschland              | Werner Sobek                                       |                                                    |          |            |
| 2008 | Frankreich               | Françoise-Hélène Jourda                            |                                                    |          |            |
| 2011 | Japan                    | Shigeru Ban                                        |                                                    |          |            |
| 2014 | nicht vergeben           | nicht vergeben                                     |                                                    |          |            |
| 2017 | Russland                 | Nikolay Shumakov                                   |                                                    |          |            |
| 2021 | Indien und Frankreich    | Anupama Kundoo und Rudy Ricciotti                  |                                                    |          |            |
| 2023 | China                    | Philip F. Yuan                                     |                                                    |          |            |